# Scott Fellows
Scott Fellows (Newtown, Connecticut, 28 de septiembre de 1965) es un productor ejecutivo y guionista de televisión estadounidense. Fellows es creador de numerosos programas para Nickelodeon, tales como Johnny Test, Manual de supervivencia escolar de Ned, Big Time Rush y 100 cosas que hacer antes de High School entre otros.
En 2003, fue nominado para un Premio Emmy de Mejor Música y Letras, por la canción "What Girls Love", en el episodio "Love Struck!" (El Día de San Valetín) para Los Padrinos Mágicos.

## Filmografía
| Año       | Serie de TV                            | Acreditado como | Acreditado como | Acreditado como | Acreditado como        | Total de episodios     |
| Año       | Serie de TV                            | Creador         | Productor       | Guionista       | Episodios trabajados   | Total de episodios     |
| --------- | -------------------------------------- | --------------- | --------------- | --------------- | ---------------------- | ---------------------- |
| 1993      | Weinerville                            | No              | No              | Sí              | Episodios desconocidos | 62 episodios           |
| 1994      | U to U                                 | No              | No              | Sí              | Episodios desconocidos | Episodios desconocidos |
| 1996      | Doug                                   | No              | No              | Sí              | Episodios desconocidos | 65 episodios           |
| 2002      | Las 100 pruebas de Eddie McDowd        | No              | No              | Sí              | 1 episodio             | 32 episodios           |
| 2003–2008 | Los padrinos mágicos                   | No              | 30              | 10              | 30 episodios           | 130 episodios          |
| 2005–2014 | Johnny Test                            | Sí              | 46              | 45              | 46 episodios           | 58 episodios           |
| 2004–2007 | Manual de supervivencia escolar de Ned | Sí              | 8               | 19              | 19 episodios           | 55 episodios           |
| 2009–2013 | Big Time Rush                          | Sí              | Sí              | Sí              | 5 episodios            | 49 episodios           |
| 2014–2016 | 100 Things To Do Before High School    | Sí              | Sí              | Sí              |                        |                        |